# Dulcyna
Dulcyna (z łac. dulcis – słodki) – organiczny związek chemiczny, arylowa pochodna mocznika. Odkryta w 1884 roku przez Josepha Berlinerbaua. Jest to biały krystaliczny proszek rozpuszczalny w wodzie, około 100–300 razy słodszy od cukru spożywczego. W przeciwieństwie do sacharyny nie daje gorzkiego posmaku. W pierwszej połowie XX wieku była stosowana jako sztuczny środek słodzący.
Wczesne testy medyczne (koniec XIX wieku) nie dały jednoznacznych wyników co do możliwych szkodliwych skutków spożywania dulcyny. Ostatecznie uznano, że korzyści płynące z jej stosowania przewyższają efekty negatywne i związek został dopuszczony do handlu z przeznaczeniem głównie jako słodzik dla diabetyków i osób otyłych. W 1951 roku FDA opublikowała wyniki badań wskazujących na długotrwałą toksyczność dulcyny i została ona wycofana z rynku.